# 273e Panzerdivision de réserve
La 273e Panzerdivision de réserve, de son nom officiel allemand 273. Reserve Panzerdivision, était une unité de l'Armée de remplacement, l'Ersatzheer.

## Historique
- 1er novembre 1943 création de la 273. Reserve Panzerdivision à Wurtzbourg à partir de l'état-major Kommandeur der Schnellen Truppen XIII et de divers autres unités stationnées dans les Wehrkreis XIII et VII. Après sa constitution la Pz.D. est envoyée dans le Sud-Ouest de la France, dans la région de Libourne, Bordeaux[1].
- Décembre 1943 : la division est placée en réserve de la 1re Armée[1].
- Janvier-Mars 1944 : la division est affectée au LXXX Armee-Korps[1].
- 15 mars 1944 : un contingent de la division sert à reconstituer la 10e Panzergrenadier-Division durement éprouvée par des combats sur le Dniepr.
- 9 mai 1944 : la 273. Reserve Panzerdivision est dissoute. La grande majorité de ces unités servent à la reconstitution de la 11e Panzer-Division ; ce qui reste de son personnel retourne en Allemagne[1].

## Commandant
| Début            | Fin        | Grade           | Nom                         |
| ---------------- | ---------- | --------------- | --------------------------- |
| 15 novembre 1943 | 9 mai 1944 | Generalleutnant | Hellmut von der Chevallerie |

## Composition
- Panzer-Regiment 25/35 : composé des Panzer-Abt. 25 et Panzer-Abt. 35[1]
- Reserve-Panzer Grenadier Regiment 92 : composé du Res.Pz.Gren. Btl. 12 et du Res.Pz.Gren. Btl. 40
- Reserve-Grenadier Regiment (mot.) 73
- Reserve-Artillerie Abteilung 167
- Reserve-Panzer-Aufklärungs Abteilung 7
- Reserve-Panzerjäger Abteilung 7
- Reserve-Panzerjäger Abteilung 10
- Reserve-Panzer-Pionier Bataillon 19